# Дуб золоточешуйчатый
Дуб золоточешуйчатый (лат. Quercus chrysolepis) — дерево, вечнозелёный вид рода Дуб (Quercus) семейства Буковые (Fagaceae), произрастает на западе США, особенно на побережье Калифорнии, а также в Мексике. Часто встречается возле ручьёв и болотистых низин во влажных прохладных местах. Листья имеют плоскую глянцевую тёмно-зелёную поверхность с выступающими шипами. Часто ассоциированы с дубом траволистным (Quercus agrifolia) и нескольким другим видам дуба. Ареал в период раннего голоцена был гораздо шире в западной части США.
Коренные жители Америки использовали жёлуди этого вида в качестве основного продукта питания после выщелачивания танинов. Обжаренные семена могут быть заменителем кофе. После лесных пожаров дуб быстро восстанавливается из основания. Характеризуется высоким клональным разнообразием.

## Ботаническое описание

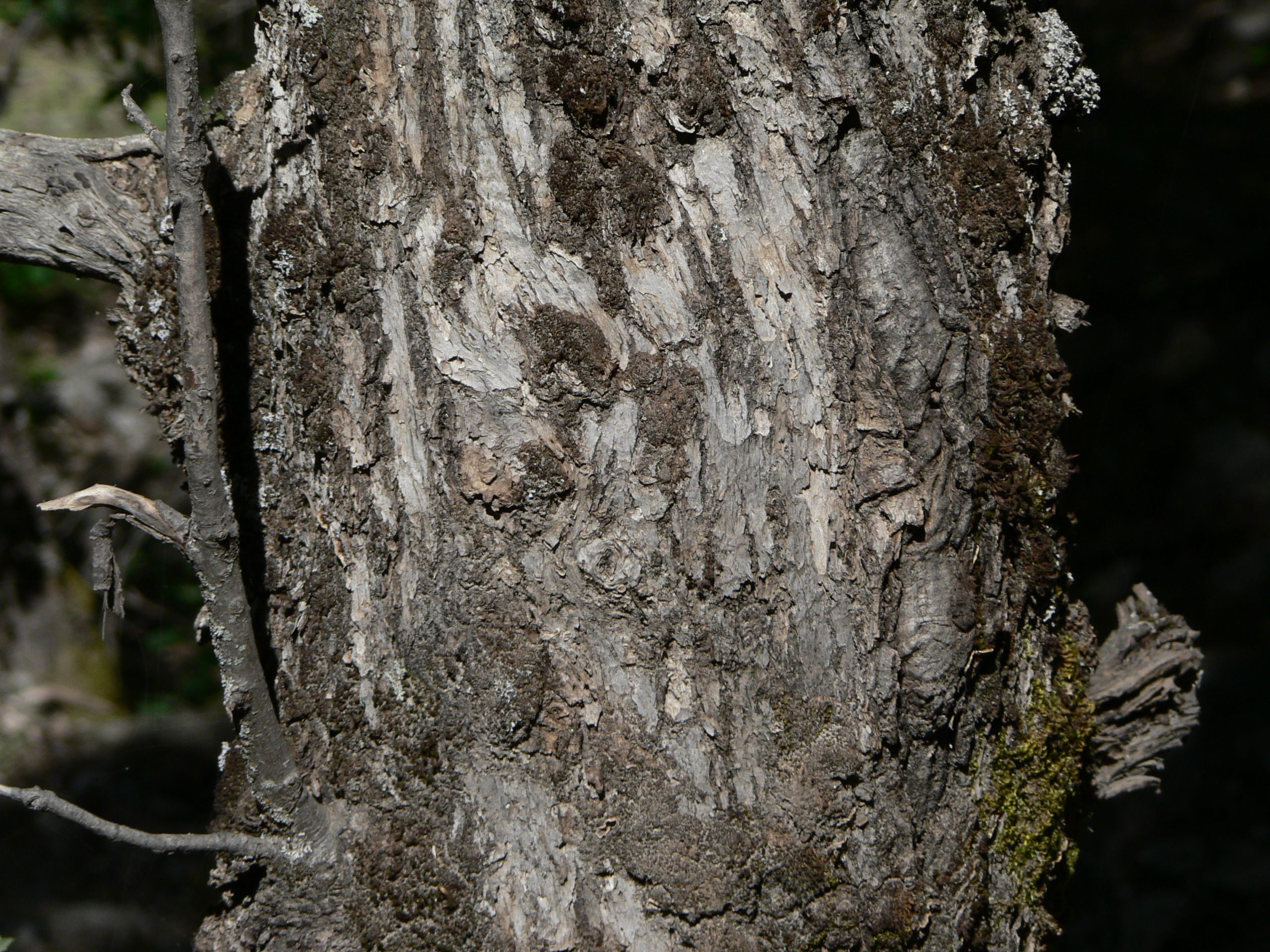
Кора Q. chrysolepis.

Дуб золоточешуйчатый — крупное вечнозелёное дерево с горизонтальными ветвями и широкой округлой кроной. Достигает высоты от 6 до 30 м и часто встречается в кустарниковой форме. Диаметр ствола может варьироваться от 30 до 100 см. Листья от эллиптических до продолговатых имеют длину от 2,5 до 8,0 см при ширине около 1/2 от длины, заострены на кончике, но округлые или тупые у основания. Листья в целом плоские, но могут иметь слегка подвёрнутые края, как правило, с колючими зубчиками, особенно на молодых ветках, кожистые глянцевые тёмно-зелёные сверху и матово-золотистые снизу, часто становятся серыми и гладкими на второй год.
Кора светло-серая, довольно гладкая или иногда чешуйчатая. Жёлуди встречаются в одиночку или парами, длиной от 2 до 5 см; обычно имеют яйцевидную форму, похожую на тюрбан с мелкой толстой чашкой чешуек, густо покрытых желтоватыми волосками.

## Распространение и местообитание
Дуб золоточешуйчатый встречается в различных лесах на юго-западе США. Распространён в горных районах Калифорнии (Сьерра-Невада, Береговые хребты, хребет Кламат, Каскадные горы, горы Сан-Гейбриел и др.). Популяции дуба также встречаются в юго-западном Орегоне, западной Неваде, северной части Нижней Калифорнии (Мексика), Аризоне, на юго-западе Нью-Мексико и Чиуауа (Мексика).
Устойчив к различным типам почв, в том числе к очень каменистым или булыжниковым, к холодным температурам до −24 °C. Растёт на нейтральных или умеренно кислых почвах с диапазоном рН от 4,5 до 7,5. Встречается на высотах от 500 до 1500 м над уровнем моря на юго-западе Орегона; в Северной Калифорнии — от 100 до 1400 м; в Южной Калифорнии, примерно до 2700 м. Quercus chrysolepis может быть доминирующим деревом на крутых склонах каньона, особенно в местах с мелкими каменистыми почвами. В районах с умеренным или высоким уровнем осадков встречается в основном на склонах, обращённых на юг, а в более жарких и сухих частях его распространения — на северных склонах.